# Liste der Bodendenkmale in Apenburg-Winterfeld
In der Liste der Bodendenkmale in Apenburg-Winterfeld sind alle Bodendenkmale der Gemeinde Apenburg-Winterfeld und ihrer Ortsteile aufgelistet. Grundlage ist die Auflistung von Johannes Schneider aus dem Jahr 1986. Die Baudenkmale sind in der Liste der Kulturdenkmale in Apenburg-Winterfeld aufgeführt.
| Denkmal-ID | Fundart | Ortsteil       | Bezeichnung                              | Zeitstellung | Lage                          | Bemerkungen | Bild |
| ---------- | ------- | -------------- | ---------------------------------------- | ------------ | ----------------------------- | ----------- | ---- |
| ?          |         | Altensalzwedel | Überbaute Burgstelle                     |              | Ostrand des Orts ()           |             |      |
| ?          |         | Apenburg       | Überbauter Burgwall, kastellartige Ruine |              | Südöstlich des Orts ()        |             |      |
| ?          |         | Apenburg       | Eingeebnete Niederungsburg „Burgstelle“  |              | Südöstlich des Orts ()        |             |      |
| ?          |         | Winterfeld     | Megalithgrab                             | Neolithikum  | Pfarrgarten, Ortsmitte (Lage) |             |      |